# 유엔군사령부 군사정전위원회

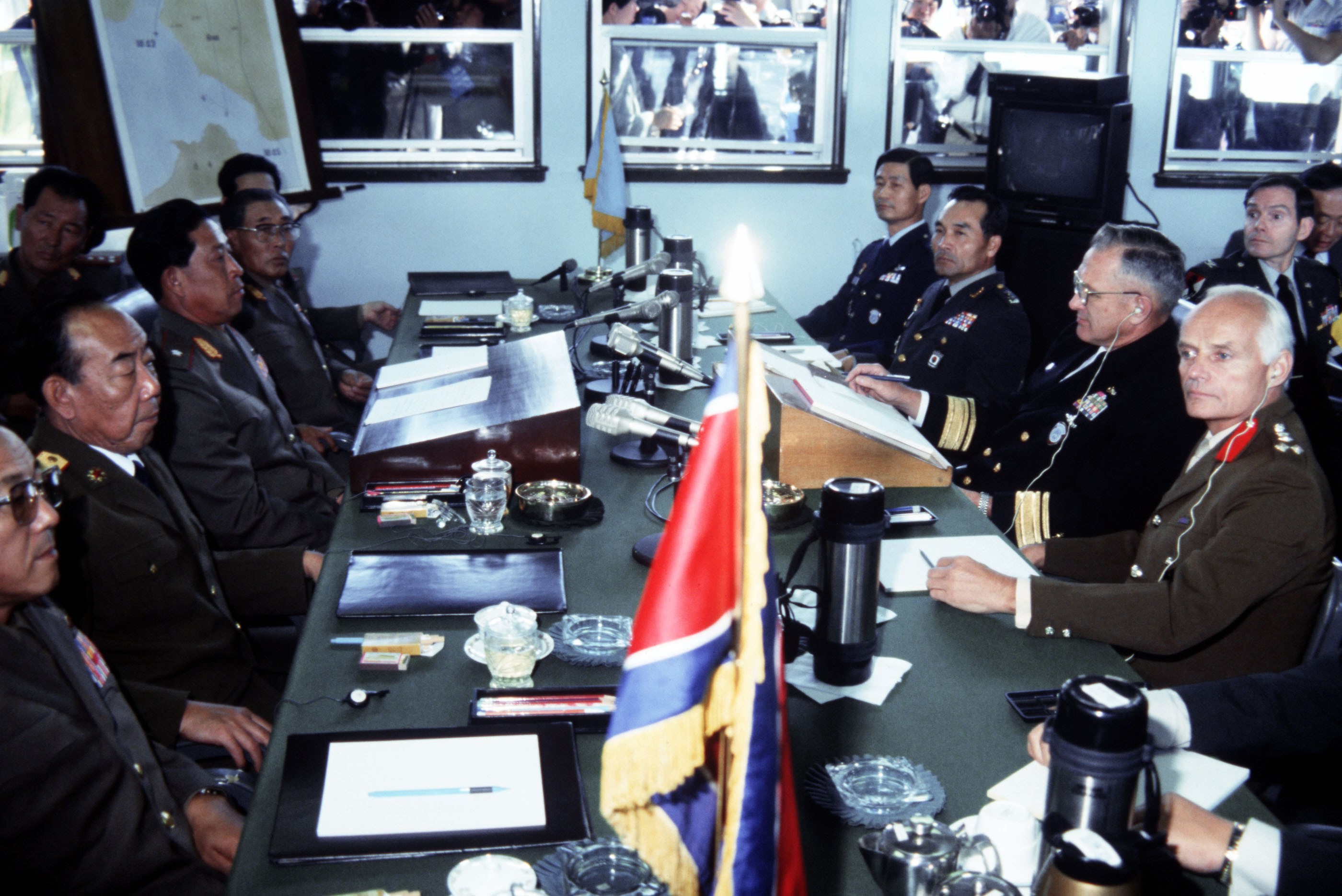
1990년 제458차 군사정전위원회 회의

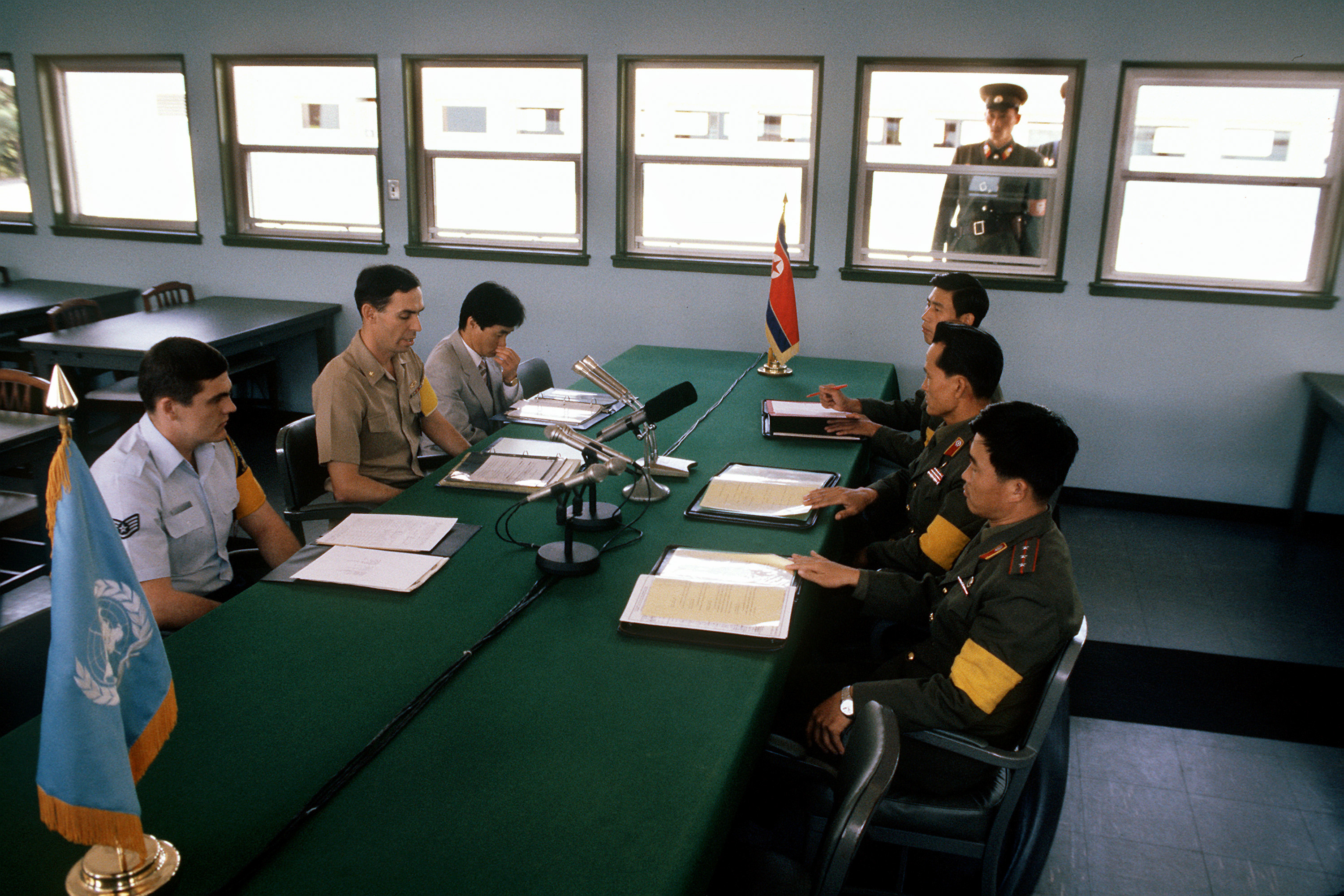
1989년 군사정전위원회 건물에서 열린 공동근무 장교 회의

유엔군사령부 군사정전위원회(United Nations Command Military Armistice Commission, UNCMAC)는 6.25 전쟁이 끝난 1953년 7월에 설립되었다. 유엔군사령부 군사정전위원회는 151마일의 비무장 지대를 따라 남북한 간의 한국 군사 정전에 관한 협정을 감독하는 임무를 맡고 있다. 유엔군사령부 군사정전위원회는 서울특별시와 판문점에 본부를 두고 있다.

## 역사
1950년부터 1953년까지 21개국 연합군은 6.25 전쟁에서 유엔의 깃발 아래 조선민주주의인민공화국의 침공에 맞서 대한민국의 주권을 수호하기 위해 싸웠다. 6.25 전쟁은 어느 쪽의 결정적인 승리로도 끝나지 않았으며, 대신 1953년에 정전협정이 체결되어 실제적인 분쟁이 종결되었다. 유엔 안전 보장 이사회 결의 제83호와 유엔 안전 보장 이사회 결의 제84호의 유엔 안전 보장 이사회 위임에 따라 설립된 유엔군사령부는 세계 최초의 집단 안보 시도였다.
분쟁 당사자들은 정전 협정의 이행을 관리하고, 주장되는 위반을 조사하며, 상대방 사령관들 사이의 중재자 역할을 하고, 정전 협정 위반 사항을 협상을 통해 해결하기 위해 군사정전위원회(MAC)를 설립했다. 군사정전위원회는 유엔군사령관이 임명한 5명과 조선민주주의인민공화국의 조선인민군 및 중국 인민해방군 사령관이 임명한 5명으로 구성된 10명의 고위 군 장교로 구성된 합동 조직이다.
정전 협정은 또한 군사정전위원회를 지원하기 위해 양측에 사무국을 설립했다. 사무국은 오늘날까지 운영되고 있으며, 정전 협정의 조건을 유지하기 위해 열린 통신선을 유지하고 있다.
초대 참모장은 존 P. 데일리 소장이었는데, 그는 나중에 위원회 위원으로도 활동했다. 군사정전위원회의 첫 회의는 1953년 7월 28일에 유엔군사령부, 조선인민군, 중국인민지원군 대표들이 참석하여 소집되었다. 1991년, 유엔군사령관은 한국군 장교를 유엔군사령부 군사정전위원회 수석 대표이자 정전 협정 유지 및 집행을 위한 사령관의 수석 대표로 지명할 적절한 시기라고 판단했다. 이 결정은 양국 정부가 화해를 모색하던 시기에 남북한 교류를 촉진하기 위한 부분적인 조치였다. 그 무렵 군사정전위원회는 450회 이상 회의를 가졌지만, 조선인민군은 한국군 장교를 수석 대표로 하여 더 이상 군사정전위원회 회의를 개최하는 것을 거부했다. 1994년, 중국인민지원군은 공식적으로 군사정전위원회에서 대표단을 철수했지만, 조선인민군은 판문점의 공동경비구역 내에 대표단을 유지하고 있다. 그동안 유엔군사령부는 위원회 수석 대표가 한국군 장교여야 한다는 입장을 유지해 왔다.
유엔군사령관은 계속해서 5명의 위원을 군사정전위원회에 임명한다. 현재 구성은 한국군 소장 1명(수석 대표), 미국 소장 1명, 영국 준장 1명, 한국군 준장 1명, 그리고 유엔군사령부와 연락을 유지하는 기타 국가(오스트레일리아, 벨기에, 캐나다, 콜롬비아, 프랑스, 뉴질랜드, 필리핀, 태국, 튀르키예)에서 6개월마다 교대로 선임 장교 1명이다. 수석 대표는 주장되는 정전 협정 위반에 대한 특별 조사 지시 발행을 포함하여 정전 협정 유지 및 집행에 중요한 역할을 계속하고 있다.

## 같이 보기
- UNCOK – 유엔 한국 위원회
- UNCURK – 유엔 한국 통일 부흥 위원회
- 중립국 감독위원회 – 국제 정전 협정 감시 기관